# Tournoi de clôture du championnat du Belize de football 2012
Navigation
Saison précédente
Le Tournoi Clausura 2012 est le quatrième tournoi saisonnier disputé au Belize.
C'était cependant la 25e fois que le titre de champion du Belize était remis en jeu.
Lors de ce tournoi, le Defence Force a tenté de conserver son titre de champion du Belize face aux onze meilleurs clubs beliziens.
Chacun des douze clubs participant était confronté deux fois aux cinq autres équipes de leur groupe. Puis les deux meilleurs de chaque groupe se sont affrontés lors d'une phase finale à la fin de la saison.
Seulement une place était qualificative pour la Ligue des champions de la CONCACAF.

## Les 12 clubs participants
| \| FC Belize Police United Defence Force World FC San Ignacio United Belmopan Bandits Hankook Verdes Juventus San Felipe Barcelona San Pedro Sea Dogs Paradise/Freedom Fighters Placencia Assassins \| Localisation des clubs engagés dans le championnat. |
| FC Belize Police United Defence Force World FC San Ignacio United Belmopan Bandits Hankook Verdes Juventus San Felipe Barcelona San Pedro Sea Dogs Paradise/Freedom Fighters Placencia Assassins                                                           |

Ces tableaux présentent les douze équipes qualifiées pour disputer le championnat 2011-2012. On y trouve le nom des clubs, le nom des stades dans lesquels ils évoluent ainsi que la capacité et la localisation de ces derniers.
| Club                      | Stade                         | Capacité | Ville            |
| Defence Force             | Stade Norman Broaster         | 2 000    | San Ignacio      |
| FC Belize                 | Stade MCC Grounds             | 3 500    | Belize City      |
| Juventus                  | Stade du peuple d'Orange Walk | 3 000    | Orange Walk Town |
| San Felipe Barcelona (en) | Stade du peuple d'Orange Walk | 4 500    | Orange Walk Town |
| San Pedro Sea Dogs (en)   | Stade Ambergris               | 3 500    | San Pedro Town   |
| World FC (en)             | Stade Norman Broaster         | 2 000    | San Ignacio      |

| Club                           | Stade                            | Capacité          | Ville                   |
| Belmopan Bandits               | Stade Isidoro Beaton             | 2 500             | Belmopan                |
| Hankook Verdes                 | Stade Pedro Mena Guerra          | Capacité inconnue | Benque Viejo del Carmen |
| Paradise/Freedom Fighters (en) | Stade de Toledo Union (en)       | Capacité inconnue | Punta Gorda             |
| Placencia Assassins (en)       | Stade de Placencia Football (en) | Capacité inconnue | Placencia               |
| Police United                  | Stade MCC Grounds                | 3 500             | Belize City             |
| San Ignacio United (en)        | Stade Norman Broaster            | 2 000             | San Ignacio             |

## Compétition
Le tournoi Clausura se déroule de la façon suivante, en deux phases :
- La phase régulière : les dix journées de championnat.
- La phase finale : les confrontations allant des demi-finales à la finale.

### Phase régulière
Lors de la phase régulière les douze équipes affrontent à deux reprises les cinq autres équipes de leur groupe selon un calendrier tiré aléatoirement.
Les deux meilleures équipes de chaque groupe sont qualifiées pour les demi-finales.
Le classement est établi sur le barème de points classique (victoire à 3 points, match nul à 1, défaite à 0).
Le départage final se fait selon les critères suivants :
- Le nombre de points.
- La différence de buts générale.
- Le nombre de buts marqué.

#### Classement
Groupe A
| Rang | Équipe                    | Pts | J  | G | N | P | Bp | Bc | Diff |
| ---- | ------------------------- | --- | -- | - | - | - | -- | -- | ---- |
| 1    | Defence Force (T)         | 23  | 10 | 7 | 2 | 1 | 24 | 5  | +19  |
| 2    | FC Belize                 | 19  | 10 | 5 | 4 | 1 | 12 | 5  | +7   |
| 3    | San Pedro Sea Dogs (en)   | 15  | 10 | 4 | 3 | 3 | 20 | 15 | +5   |
| 4    | San Felipe Barcelona (en) | 15  | 10 | 4 | 3 | 3 | 14 | 16 | -2   |
| 5    | Juventus                  | 10  | 10 | 3 | 1 | 6 | 14 | 18 | -4   |
| 6    | World FC (en)             | 1   | 10 | 0 | 1 | 9 | 9  | 34 | -25  |

| Légende : Qualifications et relégations | Légende : Qualifications et relégations |
| --------------------------------------- | --------------------------------------- |
|                                         | Qualifié pour les demi-finales          |
|                                         | (T) : Tenant du titre                   |

Groupe B
| Rang | Équipe                         | Pts | J  | G | N | P | Bp | Bc | Diff |
| ---- | ------------------------------ | --- | -- | - | - | - | -- | -- | ---- |
| 1    | Police United                  | 28  | 10 | 9 | 1 | 0 | 23 | 3  | +20  |
| 2    | Placencia Assassins (en)       | 20  | 10 | 6 | 2 | 2 | 20 | 8  | +12  |
| 3    | San Ignacio United (en)        | 13  | 10 | 3 | 4 | 3 | 11 | 12 | -1   |
| 4    | Paradise/Freedom Fighters (en) | 9   | 10 | 2 | 3 | 5 | 13 | 20 | -7   |
| 5    | Belmopan Bandits               | 7   | 10 | 1 | 4 | 5 | 6  | 13 | -7   |
| 6    | Hankook Verdes                 | 6   | 10 | 2 | 0 | 8 | 11 | 28 | -17  |

| Légende : Qualifications et relégations | Légende : Qualifications et relégations |
| --------------------------------------- | --------------------------------------- |
|                                         | Qualifié pour les demi-finales          |

#### Résultats
Groupe A
| Résultats (▼dom., ►ext.)                                   | Def | Bel | Juv | Fel | Ped | Wor |
| Defence Force                                              |     | 1-0 | 2-0 | 2-1 | 2-2 | 7-0 |
| FC Belize                                                  | 1-1 |     | 2-0 | 1-0 | 0-0 | 1-0 |
| Juventus                                                   | 0-1 | 2-4 |     | 0-1 | 4-0 | 3-0 |
| San Felipe Barcelona (en)                                  | 1-0 | 1-1 | 2-2 |     | 2-1 | 3-2 |
| San Pedro Sea Dogs (en)                                    | 0-3 | 0-0 | 6-0 | 4-0 |     | 4-2 |
| World FC (en)                                              | 0-5 | 0-2 | 0-3 | 3-3 | 2-3 |     |
| - Victoire à domicile - Match nul - Victoire à l'extérieur |     |     |     |     |     |     |

Groupe B
| Résultats (▼dom., ►ext.)                                   | Bel | Hanl | Par | Pla | Pol | Ign |
| Belmopan Bandits                                           |     | 1-0  | 0-1 | 0-0 | 0-1 | 1-1 |
| Hankook Verdes                                             | 2-1 |      | 7-1 | 0-2 | 0-3 | 1-2 |
| Paradise/Freedom Fighters (en)                             | 1-1 | 6-0  |     | 1-1 | 0-2 | 1-1 |
| Placencia Assassins (en)                                   | 3-1 | 4-0  | 5-1 |     | 1-2 | 2-1 |
| Police United                                              | 6-0 | 3-0  | 2-1 | 1-0 |     | 0-0 |
| San Ignacio United (en)                                    | 1-1 | 2-1  | 1-0 | 1-2 | 1-3 |     |
| - Victoire à domicile - Match nul - Victoire à l'extérieur |     |      |     |     |     |     |

### La phase finale
Les quatre équipes qualifiées sont réparties dans le tableau final d'après leur classement général, le deuxième affrontant le troisième et le premier affrontant le quatrième.
En cas d'égalité sur la somme des deux matchs, c'est l'équipe ayant marqué le plus de buts à extérieur qui l'emporte puis des prolongations et une séance de tirs au but ont éventuellement lieu.

#### Tableau
|  |                          |            |                          |            |               |      |   |        |        |        |        |        |
|  | 1/2 finale               | 1/2 finale | 1/2 finale               | 1/2 finale | 1/2 finale    |      |   | Finale | Finale | Finale | Finale | Finale |
|  |                          |            |                          |            |               |      |   |        |        |        |        |        |
|  |                          |            |                          |            |               |      |   |        |        |        |        |        |
|  | Police United            | (S1)       | 2                        | 1          |               |      |   |        |        |        |        |        |
|  | Police United            | (S1)       | 2                        | 1          |               |      |   |        |        |        |        |        |
|  | FC Belize                | (N2)       | 2                        | 0          |               |      |   |        |        |        |        |        |
|  | FC Belize                | (N2)       | 2                        | 0          | Police United | (S1) | 1 |        |        |        |        |        |
|  |                          |            |                          |            |               | (S1) | 1 |        |        |        |        |        |
|  |                          |            | Placencia Assassins (en) | (S2)       | 2             |      |   |        |        |        |        |        |
|  | Defence Force            | (N1)       | Placencia Assassins (en) | (S2)       | 2             | 0    | 1 | 1(2)   |        |        |        |        |
|  | Defence Force            | (N1)       |                          |            |               | 0    | 1 | 1(2)   |        |        |        |        |
|  | Placencia Assassins (en) | (S2)       | 0                        | 1          | 1(4)          |      |   |        |        |        |        |        |
|  | Placencia Assassins (en) | (S2)       | 0                        | 1          | 1(4)          |      |   |        |        |        |        |        |

#### Demi-finales
| Club          | Aller | Retour | Club                     | Commentaire       |
| Police United | 2-2   | 1-0    | FC Belize                |                   |
| Defence Force | 0-0   | 2-2    | Placencia Assassins (en) | Tirs au but : 2-4 |

#### Finale
| Match aller | Placencia Assassins (en)            | 2:1 | Police United    | Stade Michael Ashcroft |  |
| 5 mai 2012  | Luis Torres 35e · Ashley Torres 43e |     | Evan Mariano 84e |                        |  |

| Match retour | Police United    | 1:1   | Placencia Assassins (en) | FFB Field (en) |  |
| 12 mai 2012  | Evan Mariano 90e | (0:1) | Elias Donaire 12e        |                |  |

## Bilan du tournoi
| Tableau d'Honneur     |                          |
| Compétition           | Vainqueur                |
| Tournoi Clausura 2012 | Placencia Assassins (en) |

| Qualifications continentales 2012-2013 |                          |
| Ligue des champions                    | Qualifiés                |
| Phase de groupes                       | Placencia Assassins (en) |

## Statistiques

### Buteurs
| Rang | Nom         | Équipe                  | Buts |
| 1    | Jesse Smith | San Pedro Sea Dogs (en) | 8    |
| 2    | 6 joueurs   | 6 joueurs               | 6    |
| 7    | 3 joueurs   | 3 joueurs               | 5    |